# Street King Immortal
Street King Immortal fue un proyecto del rapero estadounidense 50 Cent, que había sido fijado para ser lanzado a través de G-Unit Records, Caroline Records y Capitol Records.
Inicialmente se divulgó que sería lanzado durante el verano de 2011, la fecha de lanzamiento de Street King Immortal ya ha sido revisada en varias ocasiones, en gran parte debido a desacuerdos entre 50 Cent y Interscope sobre la liberación y la promoción del álbum, que condujo a la cancelación breve del álbum. Más tarde, Interscope anunció que el álbum estaría en las tiendas el 13 de noviembre de 2012. 50 Cent hizo una entrevista, mientras estuvo en Francia promoviendo sus auriculares de su propia compañía SMS Audio, confirmando que el álbum sería pospuesto hasta el 26 de febrero de 2013. Después de un año de silencio informativo sobre el álbum, una nueva fecha de lanzamiento fue anunciada oficialmente como 16 de septiembre de 2014. Sin embargo, 50 Cent anunció en julio de 2021 que había desechado el proyecto.

## Antecedentes
Originalmente, el quinto álbum de estudio de 50 Cent se creó para ser Black Magic, un álbum influenciado por varios géneros, incluyendo rock y dance. Sin embargo, su lanzamiento fue pospuesto como 50 Cent comenzó a escribir más material basado en un concepto diferente. Como resultado, las sesiones de grabación para un álbum nuevo comenzó desde cero, y el material grabado por la Street King Immortal es al parecer de carácter tradicional hip hop, que involucra a productores como Alex da Kid, Bangladés, Cardiak, Dr. Dre, Hit-Boy, Jake One, Jim Jonsin y Just Blaze entre otros. Más tarde se informó que el álbum se titulará 5 (Murder by Numbers) y sería liberado el 3 de julio de 2012. 50 Cent en cambio decidió hacer 5 (Murder by Numbers) un álbum independiente, para ser lanzado como descarga gratuita el 6 de julio de 2012 y para lanzar una nueva colección de material como su quinto álbum de estudio, titulado Street King Immortal.
En noviembre de 2009, 50 Cent lanzó su cuarto álbum de estudio, titulado Before I Self Destruct. El álbum no coincide con el anterior éxito comercial de sus tres primeros álbumes de estudio, sólo vendiendo 160.000 copias en su primera semana de lanzamiento en los Estados Unidos, alcanzando un máximo en el número 5 en el Billboard 200. Para ayudar a promover el álbum, 50 Cent inició una gira llamada The Invitation Tour; mientras que en la parte europea de la gira, visitó discotecas y quedó impresionado con los estilos sumamente cambiantes de la música.
Debido a esto, 50 Cent comenzó a componer y grabar material para un álbum llamado Black Magic mientras todavía estaba en gira.
La música de este nuevo álbum podría estar influenciada por número de géneros, incluyendo dance, rock y música pop; tendría un "mayor ritmo" que su anterior trabajo, aunque afirmó que el género de la música predominante seguiría siendo rap.
Sin embargo, 50 Cent reveló más tarde a la edición brasileña de la revista Rolling Stone que no estaba seguro si continuar con la grabación del álbum, que había empezado en las sedes de la gira europea, la música ya había comenzado a escribir material que afirmó "no encaja el concepto" del álbum. Más adelante reveló que el lanzamiento de Black Magic había sido pospuesto indefinidamente, aunque señaló que el álbum se puede lanzar en el futuro. Street King Immortal será más de influencia hip hop que el material grabado para Black Magic que fue inspirado e influenciado por un número de géneros. En una entrevista con The Hollywood Reporter, 50 Cent anunció que él nunca lanzará el álbum Black Magic, alegando que ya no tiene sentido hacerlo:

No tiene sentido – y por eso nunca van a escuchar ese disco. Hay cosas que realmente aprecio que pertenecen a mi iPod – solamente en mi iPod – y se quedarán ahí.

En una entrevista con MTV, 50 Cent  hace comparación de Street King Immortal a su álbum debut Get Rich or Die Tryin'. En la misma entrevista, 50 Cent reveló la fecha de lanzamiento del álbum y dijo no sería cambiado otra vez, que servirá como una conmemoración del décimo aniversario de Get Rich or Die Tryin':

Abrázame con la mayor calidad. No me abraces al contenido exacto, no me abraces a la producción, no reproduzcan ambos álbumes uno junto al otro y decir, '¿Cual canción es mejor?' Escuchen ambos proyectos y verán el crecimiento musical y cómo yo estoy sazonado. Tengo 10 años ahora. No. bajo ninguna circunstancia en una posición que no sea capaz de funcionar en cualquier área de entretenimiento en este punto o cómodo.

50 Cent confirmó en una entrevista en el canal de música de televisión llamado Flava  transmitido el 3 de enero de 2012, que había grabado setenta canciones para el álbum, y catorce sólo serían incluidas en el álbum. A principios de enero de 2013, Street King Immortal fue incluido en varias listas de "álbumes más esperados del 2013" incluyendo E!, MTV y siendo undécimo en la lista de la revista XXL. El 25 de enero de 2013, 50 Cent anunció que aún está grabando material para el álbum en una entrevista con el canal de televisión Fuse.
En enero de 2014, 50 Cent dijo que planea lanzar un proyecto llamado Animal Ambition en el primer trimestre de 2014 antes de que salga el álbum. Quería liberar el proyecto como su "plan de marketing viral" con el fin de propaganda en la Street King Immortal. Sin embargo un mes más tarde se anunció que el LP Animal Ambition  en su lugar serían liberado el 3 de junio de 2014. En junio de 2014, 50 Cent anunció que el álbum sería liberado el 16 de septiembre de 2014.

## Desarrollo

### Grabación y producción
En noviembre de 2010, en una entrevista con MTV News, productores de Surf Club Hit-Boy y Cashe N. Chase revelaron que ellos habían contribuido y trabajado en la producción de Street King Immortal. Hit-Boy reveló que ellos habían visitado a 50 Cent para jugar con él una selección de sus producciones y escuchar "donde iba con él".
Él se encendió a hablar positivamente del material del álbum y su variación musical:

Él está tomando volver al viejo 50. Y tenía algunos nuevos registros que eran cosas diferentes que suena demasiado. Estoy emocionado de ver cómo reacciona la gente a él, y una vez que terminamos con algunas cosas en el álbum. Le di algunas cosas que realmente amaba. Es una mezcla de la antigüedad 50 mezclando con las cosas nuevas que está haciendo. Es una locura.

Mientras que asistía al Festival de cine de Sundance el 25 de enero de 2011, 50 Cent reveló a MTV News que el "80 por ciento" del álbum había sido grabado, y también reveló que había grabado material para el álbum con productores Boi-1da, Alex da Kid y Symbolyc One. En una entrevista en marzo de 2011 con blogger en línea DDotOmen, productor discográfico Cardiak reveló que había producido una canción para el álbum llamada "Outlaw", que fue lanzada más adelante en varias salidas digitales para promover el álbum.
El 8 de abril de 2011, MTV Mixtape Daily informó que el productor Jim Jonsin había participado en sesiones de grabación del álbum. En una entrevista con Rap-Up el 13 de mayo de 2011, rapero Soulja Boy reveló que 50 Cent había solicitado varias producciones de él para el álbum mientras la pareja estaba en California el mes anterior, y que le había dado más o menos cinco de estas producciones a grabar. También afirmó que 50 Cent lo había jugado todo el material grabado para el álbum en el tiempo y quedó impresionado con el material, afirmando que "su disco era un poco tonto. No voy a mentir. Ese es mi gran hermano y todo eso. Tengo amor por él. Tiene buenas cosas ahí". En una comparecencia con la cantante Nicole Scherzinger en The Ellen DeGeneres Show, auspiciada por la comediante y actriz Ellen DeGeneres, el 24 de mayo de 2011, 50 Cent y Scherzinger realiza su sencillo "Right There", y 50 Cent reveló que el álbum era solamente una sola canción de terminación. Además, confirmó que ya había comenzado el proceso de mezcla para el álbum.
50 Cent más tarde elaborado sobre la contribución de Boi-1da en una entrevista con DJ Whoo Kid en la estación de radio hip hop Shade 45, cuando reveló que Boi-1da había producido dos posibles canciones para el álbum. En la misma entrevista, reveló que el productor Just Blaze había contribuido dos producciones de la canción para el álbum.
En septiembre de 2011, 50 Cent reveló que había terminado de grabar material para el álbum, aunque todavía tenía que ser mezclado. Más tarde confirmó la participación del Dr. Dre con Street King Immortal, alegando que había producido dos de las canciones en el álbum. El Productor de hip hop, DJ Felli Fel también reveló que había producido una canción para el álbum llamado "Lighters", featuring Chris Brown.
Él indicó que él había querido la colaboración que se produzca como 50 Cent y Brown no había previamente aparecido juntos en una canción.
50 Cent confirmó en una entrevista de radio con Power 92.3, que J.U.S.T.I.C.E. League y Drumma Boy habían producido canciones para el álbum 5 (Murder by Numbers).
Sin embargo las pistas no aparecen en el álbum libre y fueron salvadas para Street King Immortal.
50 Cent confirmó algunos productores más para el álbum, que incluye a Jake One, Bangladés, Dr. Dre – quien ya había producido el primer sencillo del álbum – y varios más.
El 4 de diciembre de 2012, con la revista Billboard, 50 reveló que otro productor del álbum es Frank Dukes.
Mientras promocionaba su Animal Ambition LP 50 habló sobre SKI saliendo más adelante en el año, "va a andar bien en él. Street King Immortal es más personal. Es mucho más personal que este récord. Ésta es una parte de mi experiencia, pero eso es...Hablo de cosas que no he hablado sobre".

### Posibles apariciones
Aunque una confirmada lista de canciones para el álbum está por emerger, varios otros artistas se han divulgado para aparecer en el álbum. El 24 de enero de 2011, Rap-Up informó de que el rapero compañero y colaborador desde hace mucho tiempo Eminem aparecería en el álbum, junto a Lil' Kim, Akon, Swizz Beatz, Busta Rhymes y el miembro de G-Unit, Lloyd Banks. En la mencionada entrevista en Shade 45, 50 Cent hablaba sobre las contribuciones de Eminem para el álbum, revelando que aparecía en cuatro canciones. También declaró que las canciones fueron diseñadas para atraer a varias audiencias: dos de las canciones fueron mencionados como «definitivamente sencillos «, y las otras dos fueron describió como llamamiento y creado a su núcleo para la audiencia, así como de ser «más agresivo «y tener un diferente tipo de energía.
El 11 de julio de 2011, mientras que en el set del video de la canción de Tony Yayo "Haters", 50 Cent reveló que el rapero de Nueva Orleans Kidd Kidd, anteriormente de Young Money Entertainment pero ahora de G-Unit Records, aparecería en una pista del álbum. La contribución de Chris Brown en el álbum fue elaborado cuando DJ Felli Fel reveló que sería una canción titulada "Lighters". Miembro de Black Hippy, Schoolboy Q declaró que además de tener una buena relación con 50 Cent, los dos habían hecho varias colaboraciones, que pueden aparecer en el álbum.
El 29 de junio de 2012 el rapero de G-Unit Philly Mike Knox escribió que estaba en el estudio con 50 Cent y Alicia Keys. Más tarde fue liberado el sencillo solo con ella y Dr. Dre. En una entrevista con DJ Whoo Kid en Shade 45 para su cumpleaños, 50 Cent confirmó una próxima canción con Young Jeezy. 50 también manifestó que desea trabajar con Kanye West, añadir a él a la lista de posibles colaboradores destacados. Drake gritó 50 Cent mientras se realiza en un concierto de cumpleaños de este último. También habló de sus planes de trabajo con 50 Cent, posibilitando una colaboración entre los dos raperos. 50 Cent declaró que quería trabajar con Rihanna y Frank Ocean, en una entrevista con Digital Spy, posibilitando dos apariciones más.
El 2 de agosto de 2012, el sitio web de la revista Complex confirmó que habrá apariciones de Adam Levine, Chris Brown y Eminem. 50 Cent confirmó en una entrevista con Global Grind, que él había seleccionado una pista de los cuatro que había grabado con Eminem para su inclusión en el álbum. Declaró también que otra colaboración entre ellos para un bonus track era posible, con Eminem después diciendo que hay varias pistas en el disco que cuentan con dos de ellos.
50 Cent, el 21 de septiembre de 2012, en una entrevista con la radio station KDON-FM, confirmó las apariencias por Eminem, Chris Brown, Ne-Yo y Trey Songz entre una lista de otros posibles colaboradores. En la entrevista, 50 Cent también comentó sobre sus nuevos negocios, la Street King Energy Drink, línea de auriculares de SMS Audio y su próximo nuevo libro fitness, Fórmula 50.

La gente puede esperar, Eminem... Hice una canción con Chris Brown en el registro, Trey Songz. Hice una canción con Ne-Yo. En el proceso grabé con la mitad de la cultura musical. He trabajado con todo el mundo. En el pasado no llegué a artistas ni trabajé con ellos tanto porque: Get Rich or Die Tryin' no tenía a nadie que no estaba en casa.

El 4 de diciembre de 2012, en la web de noticias oficiales de 50 Cent estaba la lista de más invitados para el álbum, incluyendo Wiz Khalifa y el Eminem ya anunciada, Alicia Keys, Ne-Yo y Trey Songz. En una entrevista con Fuse anunció la posible apariencia del artista John Legend de GOOD Music. 50 Cent también usó Twitter para revelar una colaboración con Kendrick Lamar para el álbum.
El 16 de febrero de 2015, 50 Cent en una entrevista con Shade 45 junto con G-Unit dijo que grabó más canciones con Chris Brown para su álbum. 50 Cent también colaboró en el álbum de Chris Brown y Tyga Fan of a Fan: The Album que fue grabado a principios del año.

## Composición

### Música e influencia
Durante la grabación de Street King Immortal, 50 Cent escuchó una mezcla de música interpretada por sus artistas favoritos, incluyendo los raperos Tupac Shakur y The Notorious B.I.G.. En una entrevista con Detroit Free Press, 50 Cent explicó que estas acciones, declarando: "escuchar esos registros para crear expectativas... Crea un nivel, dentro de mí, de lo bueno el expediente tiene que ser antes de que esté listo para ejecutarlo".
En la misma entrevista, describió el álbum como un "nuevo sonido" para él y consideró que era "más conmovedor" y "más maduro" que su anterior trabajo.
50 Cent informó, el 16 de marzo de 2012, que cree que Street King Immortal será mejor que su álbum más exitoso hasta la fecha, Get Rich or Die Tryin'. Explicando, dijo que en varias ocasiones había escuchado el álbum y creía que no era mejor que Street King Immortal. El 17 de octubre de 2012, 50 Cent mencionó el concepto del álbum, diciendo que se basaría en su título.
Cuando se le preguntó sobre el tema principal de él, dijo:
"Street, King, Immortal! No, el hecho es que yo soy más sensible que yo llevo en mis proyectos anteriores en este proyecto".
Elabora sobre esto diciendo que Street King Immortal será su álbum más perspicaces.

## Lanzamiento y promoción

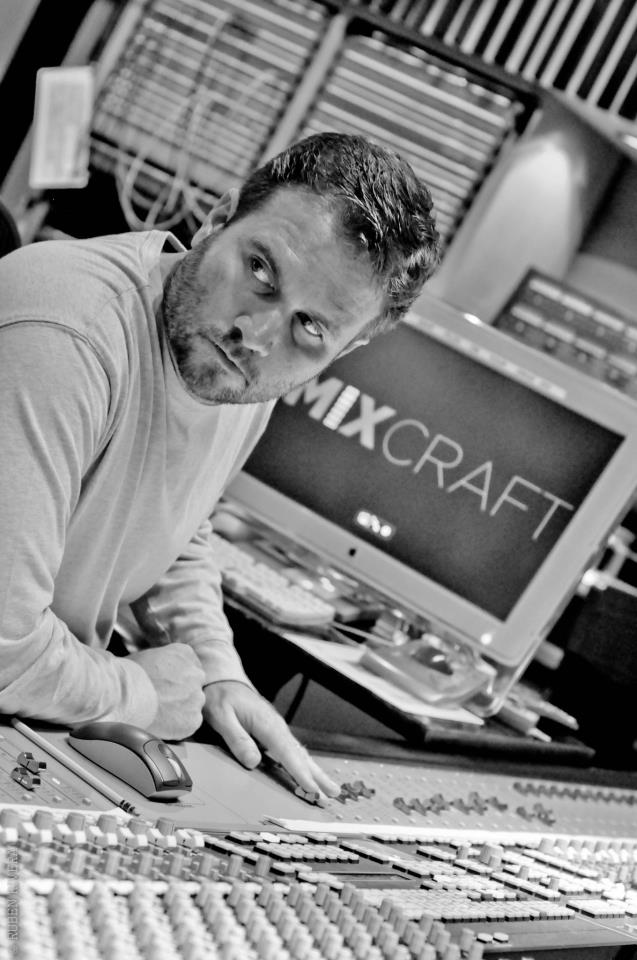
Steve Baughman "Steve B" - Productor musical ganador del premio Grammy en el estudio

Durante su aparición en The Ellen DeGeneres Show el 24 de mayo de 2011, 50 Cent reveló que Street King Immortal estaba a una canción de finalización y de mezcla, y esperaba lanzarlo tan pronto para el verano de 2011, afirmando: "este verano tendrán nueva música de mí". Sin embargo, debido a los conflictos diversos de 50 Cent con Interscope Records sobre la promoción y el lanzamiento del álbum, incluyendo la salida de varias canciones para el álbum, el lanzamiento del álbum brevemente fue cancelado por el mismo 50 Cent, antes de ser reprogramado para noviembre de 2011: en la actualidad, planeaba lanzar el álbum junto con su línea de auriculares Sleek by 50.
El álbum fue entonces fijo para ser lanzado el 3 de julio de 2012, cuando todavía se creía ser 5 (Murder by Numbers), sin embargo, más tarde decidió hacer 5 (Murder by Numbers) como un álbum libre independiente y lanzar una nueva colección de canciones titulada "Street King Immortal" como parte de su quinto álbum de estudio en noviembre de 2012 en su lugar.
Shady Records el presidente Paul Rosenberg anunció en febrero de 2013 que Street King Immortal serían liberado en la primera mitad de 2013.
Sin embargo el álbum otra vez podría retrasarse debido a los cambios de personal en Interscope Records.
50 Cent ha estado trabajando en el álbum desde 2010. Ha sido retrocedido varias veces, con la primera fecha de lanzamiento fijada para el 13 de noviembre de 2012 y fue luego retrocedido hasta el 26 de febrero de 2013, pero fue luego retrocedido una vez más y aún no ha anunciado una nueva fecha de lanzamiento.
En julio de 2013, 50 Cent dijo en una entrevista con MTV: "no necesito el dinero del registro.
Quiero que conste que enseguida. No lo haré sin un plan; Yo no lo apago así." También explicó que necesitaba el apoyo de Interscope Records para seguir adelante con el proyecto.
"Es un montón de cambios de personal, un montón de gente entrando y saliendo, así que debes de esperar hasta que todo está bien.

### Tensión con Interscope Records
Street King Immortal fue creado para ser la versión final de 50 Cent en su actual contrato con Interscope Records, firmado originalmente cuando se unió a la etiqueta en el 2002, como el contrato le obliga a liberar cinco álbumes con la etiqueta.
Sin embargo, ha habido tensiones entre 50 Cent y la etiqueta durante el proceso de grabación del álbum.
Los primeros informes del desacuerdo entre la etiqueta y 50 Cent surgieron el 16 de junio de 2011, cuando 50 Cent lanzó una serie de mensajes a través de su cuenta en Twitter: explicó que estaban disputando con él sobre el proceso de grabación del álbum Interscope Records y afirmó que retrasaría el lanzamiento del álbum hasta que la disputa fuera resuelta.
También afirmó que el álbum no sería liberado durante el 2011.
Los problemas con Interscope se intensificaron cuando una canción llamada "I'm On It", producido por The Cataracs, se filtró en Internet el 27 de julio de 2011 antes de su fecha de lanzamiento previsto.
50 Cent culpó a Interscope Records por la fuga y, como había previsto lanzar la canción como siguiente sencillo del álbum, reveló a través de Twitter el 28 de julio de 2011 que tomaría represalias contra la etiqueta por cancelar el lanzamiento del álbum.
También reveló que él planeó amenaza con derramar el sencillo del álbum Detox de Dr. Dre, "The Psycho", en el cual él aparece.
Más tarde aclaró sus comentarios, revelando que él estaba dispuesto a colaborar con otros artistas durante su tiempo restante en la etiqueta, pero confirmó que no lanzaría otro disco con la etiqueta porque "Interscope dejó caer la pelota conmigo una vez a muchos".
Sin embargo, posteriormente se retractó estas declaraciones y se disculpó a Jimmy Iovine, jefe de Interscope Records, y también a Dr. Dre por la amenaza de la fuga de "The Psycho", como afirmó que los dos habían sido solidario de su carrera a lo largo de su tiempo en la etiqueta.
Después se retractó de sus declaraciones, 50 Cent anunció más tarde que había sido reprogramada fecha de lanzamiento del álbum hasta noviembre de 2011.
En una entrevista con MTV News el 22 de junio de 2011, 50 Cent reveló que el incidente le había dejado dudas en cuanto a si se debe renunciar a Interscope una vez finalizado su contrato de cinco álbumes con la etiqueta, sobre el lanzamiento de Street King Immortal:

No sé... Todo será claro en seguirme convirtiendo este álbum actual las negociaciones. Y, por supuesto, el funcionamiento y cómo tratan en realidad el trabajo determinará si aún deseo permanecer en esa posición o no.

A pesar de estas observaciones, 50 Cent confirmó que no era cierto que dejaría Interscope después del lanzamiento del álbum, admitiendo que problemas con encontrar una etiqueta conveniente alternativa sería difíciles: "si no [firmaron con una disquera], si no tienes ese apoyo, por qué querrías a firmar a otro sistema?".
En una entrevista con AllHipHop, 50 Cent reveló que él liberaría el álbum independientemente de si desea promocionarla o no Interscope.
Él más tarde confirmó en Twitter la fecha de lanzamiento será el 3 de julio, sólo tres días antes de su cumpleaños. También había subido la portada de este álbum como un avance para sus fanes el 15 de junio vía Instagram y había publicado el enlace en Twitter.
El álbum fue lanzado bajo el nombre de 5 (Murder by Numbers) como una descarga gratuita. Más tarde confirmó lanzará un disco adecuado en las tiendas más tarde y esto era sólo un álbum gratis para los aficionados a escuchar.